# I-čchun (Ťiang-si)
I-čchun (čínsky pchin-jinem Yíchūn, znaky 宜春) je městská prefektura v Čínské lidové republice. Leží v provincii Ťiang-si.
Celá prefektura má rozlohu 18 671 čtverečních kilometrů (50 % lesy, 35 % hory) a roku 2020 zde žilo pět milionů obyvatel, z 99,5 % Chanů.

## Administrativní členění
Městská prefektura I-čchun se člení na deset celků okresní úrovně, a sice jeden městský obvod, tři městské okresy a šest okresů.
| Jüan-čou městský okres · Feng-čcheng městský okres · Čang-šu městský okres · Kao-an okres · Feng-sin okres · Wan-caj okres · Šang-kao okres · I-feng okres · Ťing-an okres · Tchung-ku |        |                       |                    |                                  |
| Název | Název  | Počet obyvatel (2020) | Rozloha km² (2020) | Hustota zalidnění (obyv. na km²) |
| český přepis | znaky  | Počet obyvatel (2020) | Rozloha km² (2020) | Hustota zalidnění (obyv. na km²) |
| Městský obvod |        |                       |                    |                                  |
| Jüan-čou | 袁州区 | 1 121 707             | 2 539              | 442                              |
| městské okresy |        |                       |                    |                                  |
| Feng-čcheng | 丰城市 | 1 065 641             | 2 836              | 376                              |
| Čang-šu | 樟树市 | 485 649               | 1 289              | 377                              |
| Kao-an | 高安市 | 744 694               | 2 430              | 307                              |
| Okresy |        |                       |                    |                                  |
| Feng-sin | 奉新县 | 268 617               | 1 648              | 163                              |
| Wan-caj | 万载县 | 486 435               | 1 716              | 284                              |
| Šang-kao | 上高县 | 343 767               | 1 347              | 255                              |
| I-feng | 宜丰县 | 252 974               | 1 934              | 131                              |
| Ťing-an | 靖安县 | 121 800               | 1 377              | 88                               |
| Tchung-ku | 铜鼓县 | 116 418               | 1 554              | 75                               |
| |        |                       |                    |                                  |
| Celkem | Celkem | 5 007 702             | 18 671             | 268                              |

## Partnerská města
- Sangdžu, Jižní Korea (2005)